# Janet Jackson
Janet Damita Jo Jackson (ur. 16 maja 1966 w Gary) – amerykańska piosenkarka, autorka tekstów, tancerka, aktorka, producentka muzyczna, producentka filmowa, businesswoman, filantropka i pisarka. Nakład ze sprzedaży wydawnictw muzycznych artystki na całym świecie wyniósł ponad 100 milionów płyt. Jackson jest tym samym jedną z piosenkarek z największą liczbą sprzedanych formatów wydawniczych w historii muzyki. W 2019 wprowadzona do Rock and Roll Hall of Fame.

## Życiorys
Wychowała się w Encino, Los Angeles, Kalifornia. Jest najmłodszym dzieckiem w rodzinie Jacksonów, Świadków Jehowy, pracujących w branży muzycznej. Zaczęła występować na scenie z rodziną (The Jackson 5) już w wieku 7 lat, później rozpoczęła karierę zawodową jako aktorka w różnych odcinkach serialu telewizyjnego The Jacksons z 1976.

## Życie prywatne
W 1984 roku w wieku 18 lat zawarła związek małżeński z Jamesem DeBarge. W listopadzie 1985 roku małżeństwo zostało unieważnione. 31 marca 1991 roku poślubiła tancerza, autora tekstów i reżysera teledysków – René Elizondo Jr. W styczniu 1999 roku się rozstali, w 2003 roku rozwiedli. W latach 2002–2009 była w związku z raperem, autorem tekstów i producentem muzycznym – Jermaine'em Duprim. W latach 2012–2017 była żoną katarskiego biznesmena i miliardera – Wissama Al Many. Mają syna – Eissa (ur. 3 stycznia 2017 roku).

## Kariera
W wieku 16 lat, w 1982 podpisała kontrakt z wytwórnią A&M, która wydała jej samodzielny, debiutancki album w tym samym roku, pod tytułem Janet Jackson. Dwa lata później wydała drugi album: „Dream Street”. Oba jednak nie osiągnęły większych sukcesów. 
Przed wydaniem trzeciego albumu studyjnego Control (1986) rozpoczęła długą współpracę fonograficzną z producentami Jimmy Jam and Terry Lewis. Jej muzyka z Jam i Lewis łączyła współczesny Rhythm and blues z elementami rapu, sampli i przemysłowych bitów, które wiele wniosły w muzyce popularnej. Wydany w lutym 1986 roku, album zadebiutował na pierwszym miejscu na liście Billboard 200.
Trzy lata później we wrześniu wydała czwarty album, Rhythm Nation 1814, który uzyskał status sześciokrotnej platyny w USA. Teledysk „Rhythm Nation” zdobył w 1989 nagrodę Grammy w kategorii Best Long Form Music Video. Jackson wyruszyła w swoją pierwszą trasę koncertową „Rhythm Nation World Tour”.
Wysoką pozycję w MTV zapewniła jej innowacyjność albumów, choreografii i teledysków oraz świadome społecznie teksty piosenek.
W 1991 podpisała pierwszy z dwóch rekordowych kontraktów z wytwórnią Virgin Records, którego wartość wynosiła wiele milionów dolarów i który ustanowił ją jednym z najwyżej zarabiających artystów w przemyśle muzycznym. Wartość kontraktu oszacowano na pomiędzy 32 – 50 mln dolarów. W tym samym roku Janet potajemnie weszła w drugi związek małżeński z tancerzem, kompozytorem i reżyserem René Elizondo, Jr.
Jej pierwszy album pod etykietą tej wytwórni, „Janet” (1993) wzmocnił jej publiczny wizerunek jako symbol seksu. Album zadebiutował jako numer jeden na Billboard 200. Utwór „That’s The Way Love Goes” otrzymał nagrodę Grammy w kategorii Best R & B Song. W tym samym roku wystąpiła ze swoją pierwszą główną rolą w filmie Poetic Justice. Do filmu została wykorzystana ballada „Again”, a ona otrzymała swój pierwszy Złoty Glob i nominacje do Oscara za najlepszą piosenkę. Jej druga trasa koncertowa „Janet World Tour” zyskała uznanie krytyków. W grudniu 1994 współpracowała ze swoim bratem Michaelem nad singlem „Scream”. Scream jest opisywany w Księdze Rekordów Guinnessa jako najdroższy teledysk. Otrzymali nagrodę Grammy w kategorii Best Short Form Music Video.
W październiku 1995 została wydana pierwsza kompilacja Janet Jackson „Design Of A Decade 1986/1996”. Design Of A Decade 1986/1996 otrzymał certyfikat platynowy stał się dwa razy przez RIAA.
W 1997 został wydany szósty studyjny album artystki, The Velvet Rope, który tak jak poprzednie albumy przyniósł jej wiele nagród i pochwał. Jackson podobno cierpiała na depresję przed wydaniem płyty. Wydany w październiku, The Velvet Rope debiutował jako numer jeden na liście Billboard 200. Pierwszy singiel „Got ‘Til It’s Gone” zdobył w 1997 nagrodę Grammy w kategorii Best Short Form Music Video, drugi singel „Together Again”, stał się jej ósmym numerem jeden na liście Billboard Hot 100. Jackson przekazała część wpływów uzyskanych z „Together Again” na Amerykańską Fundację AIDS Research. W 1998 Janet wyruszyła w kolejną trasę „Velvet Rope World Tour”. Pod koniec dekady Janet została mianowana drugą najbardziej odnoszącą sukcesy artystką z lat 90, zaraz za Mariah Carey.
7 album studyjny, All For You z 2001 r. kolejnym, piątym albumem studyjnym, który zadebiutował na 1 miejscu na amerykańskiej liście sprzedaży Billboard 200. Zagrała również w kolejnym filmie: Gruby i chudszy 2: Rodzina Klumpów. W filmie został wykorzystany singiel „Doesn’t Really Matter”. Została wyróżniona nagrodą „mtvICON”. Otrzymała nagrodę Grammy w kategorii Best Dance Recording. Wyruszyła w trasę „All for You Tour”. W 2002 r. rozpoczęła również związek z producentem muzycznym Jermaine Dupri.
W 2004 r. wydano kolejny album artystki „Damita Jo”. Zadebiutował na drugim miejscu na liście Billboard 200. W czerwcu 2005 roku została uhonorowana humanitarną nagrodą przyznaną przez Human Rights Campaign i AIDS Project Los Angeles, w uznaniu za jej pracę i zaangażowanie w zbieranie pieniędzy na cele charytatywne AIDS.
W 2006 r. wydano album „20 YO”. Zadebiutował jako numer dwa na liście Billboard 200. Singiel „Call on Me” w duecie z raperem Nelly, stał się numerem dwadzieścia pięć na Hot 100. W 2007 zagrała w filmie „Why Did I Get Married?” jako psychoterapeutka Patricia.
W 2007 roku zmieniła wytwórnię, podpisując kontrakt z The Island Def Jam Music Group i wydała swój dziesiąty studyjny album – Discipline (2008). Jej singiel „Feedback”, osiągnął dziewiętnaste miejsce na Hot 100. W 2008 r. Janet wyruszyła w trasę „Rock Witchu Tour”. W tym samym roku zakończyła współpracę z wytwórnią.
Janet Jackson jest notowana w rankingu Billboard Magazine jako jeden z pierwszej dziesiątki najlepiej sprzedających się artystów w historii muzyki współczesnej, sprzedając ponad 100 milionów albumów na całym świecie. Recording Industry Association of America (RIAA) wymienia ją jako jedenastą najlepiej sprzedającą się artystkę w Stanach Zjednoczonych, z 26 milionami certyfikowanych albumów. Długowieczność Janet w branży stawia ją na równi z kilkoma największymi artystami, jej styl muzyczny i choreografie miały wpływ na szereg współczesnych artystów Pop i R&B.
W 2010 r. zagrała w filmie „For Colored Girls” za który otrzymała Czarną Szpulę (Black Reel), w tym samym roku zagrała w kolejnej części „Why Did I Get Married Too?”.
W maju 2015 r. Janet Jackson ogłosiła plany wydania nowej płyty oraz wyruszenia w trasę koncertową. Pierwszym singlem do płyty „Unbreakable” była piosenka „No sleep” w duecie z J. Cole. Trasa „Unbreakable” rozpoczęła się w sierpniu 2015 r. Płyta wydana 2 października, zadebiutowała na 1 miejscu listy Billboard 200. 

## Dyskografia

### Albumy
| Rok                            | Tytuł                                                                              | Pozycja na liście | Pozycja na liście | Pozycja na liście | Pozycja na liście | Pozycja na liście | Pozycja na liście | Pozycja na liście | Pozycja na liście | Pozycja na liście | Pozycja na liście | Pozycja na liście | Certyfikat                                         |
| Rok                            | Tytuł                                                                              | USA               | UK                | DEU               | AUT               | CHE               | SWE               | FIN               | NOR               | AUS               | NZL               | JPN               | Certyfikat                                         |
| ------------------------------ | ---------------------------------------------------------------------------------- | ----------------- | ----------------- | ----------------- | ----------------- | ----------------- | ----------------- | ----------------- | ----------------- | ----------------- | ----------------- | ----------------- | -------------------------------------------------- |
| 1982                           | Janet Jackson - Data: 21 września 1982 - Wydawca: A&M Records                      | 63                | –                 | –                 | –                 | –                 | –                 | –                 | –                 | –                 | –                 | –                 |                                                    |
| 1984                           | Dream Street - Data: 23 października 1984 - Wydawca: A&M Records                   | 147               | –                 | –                 | –                 | –                 | –                 | –                 | –                 | –                 | –                 | –                 |                                                    |
| 1986                           | Control - Data: 4 lutego 1986 - Wydawca: A&M Records                               | 1                 | 8                 | 36                | –                 | 28                | 47                | –                 | –                 | –                 | 5                 | 82                | - USA: 5x platynowa płyta - UK: platynowa płyta    |
| 1989                           | Janet Jackson’s Rhythm Nation 1814 - Data: 18 września 1989 - Wydawca: A&M Records | 1                 | 4                 | 39                | –                 | 23                | 24                | –                 | –                 | –                 | 9                 | 8                 | - USA: 6x platynowa płyta - UK: platynowa płyta    |
| 1993                           | janet. - Data: 18 maja 1993 - Wydawca: Virgin Records                              | 1                 | 1                 | 5                 | 7                 | 10                | 5                 | –                 | 11                | 1                 | 1                 | 5                 | - USA: 6x platynowa płyta - UK: 2x platynowa płyta |
| 1997                           | The Velvet Rope - Data: 7 października 1997 - Wydawca: Virgin Records              | 1                 | 6                 | 5                 | 9                 | 5                 | 4                 | 19                | 4                 | 4                 | 8                 | 10                | - USA: 3x platynowa płyta - UK: platynowa płyta    |
| 2001                           | All for You - Data: 24 kwietnia 2001 - Wydawca: Virgin Records                     | 1                 | 2                 | 3                 | 8                 | 2                 | 4                 | 14                | 4                 | 3                 | 6                 | 4                 | - USA: 3x platynowa płyta - UK: złota płyta        |
| 2004                           | Damita Jo - Data: 30 marca 2004 - Wydawca: Virgin Records                          | 2                 | 32                | 21                | 49                | 34                | 43                | –                 | –                 | 18                | 50                | 10                | - USA: platynowa płyta - UK: srebrna płyta         |
| 2006                           | 20 Y.O. - Data: 26 września 2006 - Wydawca: Virgin Records                         | 2                 | 63                | 46                | –                 | 35                | 57                | –                 | –                 | –                 | –                 | 7                 | - USA: platynowa płyta                             |
| 2008                           | Discipline - Data: 25 lutego 2008 - Wydawca: Island Records                        | 1                 | 63                | 38                | 45                | 9                 | 54                | –                 | 30                | 16                | 35                | 9                 |                                                    |
| 2015                           | Unbreakable - Data: 2 października 2015 - Wydawca: Rhythm Nation, BMG              | 1                 | 11                | 34                | –                 | 28                | 46                | –                 | –                 | 11                | –                 | 18                |                                                    |
| „–” pozycja nie była notowana. |                                                                                    |                   |                   |                   |                   |                   |                   |                   |                   |                   |                   |                   |                                                    |

### Kompilacje
| Rok                            | Tytuł                                                                           | Pozycja na liście | Pozycja na liście | Pozycja na liście | Pozycja na liście | Pozycja na liście | Pozycja na liście | Pozycja na liście | Pozycja na liście | Pozycja na liście | Pozycja na liście | Pozycja na liście | Certyfikat                                         |
| Rok                            | Tytuł                                                                           | USA               | UK                | DEU               | AUT               | CHE               | SWE               | FIN               | NOR               | AUS               | NZL               | JPN               | Certyfikat                                         |
| ------------------------------ | ------------------------------------------------------------------------------- | ----------------- | ----------------- | ----------------- | ----------------- | ----------------- | ----------------- | ----------------- | ----------------- | ----------------- | ----------------- | ----------------- | -------------------------------------------------- |
| 1996                           | Design of a Decade 1986/1996 - Data: 2 października 1995 - Wydawca: A&M Records | 3                 | 2                 | 10                | 15                | 6                 | 14                | 18                | 18                | 2                 | 8                 | 4                 | - USA: 2x platynowa płyta - UK: 2x platynowa płyta |
| 2009                           | Number Ones/The Best - Data: 17 listopada 2009 - Wydawca: A&M/UMe, EMI          | 22                | 28                | –                 | –                 | –                 | –                 | –                 | –                 | –                 | –                 | 20                |                                                    |
| 2010                           | Icon: Number Ones - Data: 31 sierpnia 2010 - Wydawca: A&M/UMe                   | –                 | –                 | –                 | –                 | –                 | –                 | –                 | –                 | –                 | –                 | –                 |                                                    |
| „–” pozycja nie była notowana. |                                                                                 |                   |                   |                   |                   |                   |                   |                   |                   |                   |                   |                   |                                                    |

### Remiksy
| 1987                           | Control – The Remixes - Data: 26 stycznia 1987 - Wydawca: A&M Records | 20 | –  | – | –  | –  | - UK: złota płyta     |
| 1995                           | Janet.Remixed - Data: 13 marca 1995 - Wydawca: Virgin Records         | 15 | 26 | 2 | 64 | 67 | - UK: platynowa płyta |
| „–” pozycja nie była notowana. |                                                                       |    |    |   |    |    |                       |

## Trasy koncertowe
- Rhythm Nation World Tour (1990)
- Janet World Tour (1993–95)
- The Velvet Rope World Tour (1998–99)
- All for You Tour (2001–02)
- Rock Witchu Tour (2008)
- Number Ones: Up Close and Personal (2011)
- Unbreakable World Tour (2015-2016)

## Filmografia
- 2010: For Colored Girls jako Joanna
- 2010: Małżeństwa i ich przekleństwa 2 (Why Did I Get Married Too?) jako Patricia
- 2007: Małżeństwa i ich przekleństwa (Why Did I Get Married?) jako Patricia
- 2000: Will & Grace (gościnnie) jako ona sama
- 2000: Gruby i chudszy 2: Rodzina Klumpów (Nutty Professor II: The Klumps) jako Denise
- 1993:  Poetic Justice – film o miłości  (Poetic Justice) jako Justice
- 1982-1987: Fame jako Cleo Hewitt (1984-1985)
- 1979-1980: A New Kind of Family jako Jojo Ashton
- 1978-1986: Diff'rent Strokes jako Charlene DuPrey
- 1977-1986: Statek miłości (Love Boat, The) jako Della
- 1974-1979: Good Times jako Penny Woods (1977-1979)